# Rózsa László (fotóriporter)
Rózsa László, 1917-ig Rosenberger (Ozora, 1898. október 26. – Budapest, 1969. december 31.) újságíró, fotóriporter, fényképész.

## Élete
Rosenberger Benjámin ozorai vegyeskereskedő és Rosenspitz Rózsa fia. 1916-ban kereskedelmi érettségit tett. A fényképezést amatőrként kezdte. 1927 és 1939 között Németországban a Frankfurter Zeitung fotóriportereként dolgozott. 1939-ben Hollandiába költözött, ahol az Internationale Press Dienst címmel – holland társulással – sajtóirodát alapított, amelyet 1941-ben a német megszállás idején bezártak. 1943 őszén hazatért Magyarországra és bujkálni kényszerült. 1945 körül képei elsősorban az országépítésről szóltak, illetve fényképezte a hazatérő deportáltakat. 1945-ben az Orient képügynökség vezetője lett, majd három évvel később a Népszava munkatársa. 1952-től 1966-os nyugdíjazásáig a Szabad Föld című hetilap tördelőszerkesztőjeként működött, de emellett dolgozott a külügyminisztérium sajtóosztályának is, ahol propagandaképeket készített. Felvételeivel rendszeresen részt vett és sikert aratott a hazai és nemzetközi fotókiállításokon. 1956-ban alapító tagja volt a Magyar Fotóművészek Szövetségének. Hosszú éveken át dolgozott a Magyar Újságírók Országos Szövetsége Fotószakosztályának vezetőségében. A Nemzetközi Fotóművészeti Szövetség (AFIAP) kitüntetettje. Művei megtalálhatóak a kecskeméti Magyar Fotográfiai Múzeumban és a Magyar Nemzeti Múzeumban.